# Хендерсон, Дин
Дин Брэ́дли Хе́ндерсон (англ. Dean Bradley Henderson; родился 12 марта 1997, Уайтхейвен, Камбрия, Англия) — английский футболист, вратарь клуба «Кристал Пэлас».

## Клубная карьера

### «Манчестер Юнайтед»
C 2005 по 2011 год выступал в юношеской академии футбольного клуба «Карлайл Юнайтед». В 2011 году четырнадцатилетний вратарь стал игроком академии «Манчестер Юнайтед».
В сезоне 2013/14 Хендерсон стал членом команды «Манчестер Юнайтед» до 18 лет, сразу закрепив за собой место в основном составе команды Академии. В сезоне 2014/15 он продолжал показывать уверенную игру в составе команды Академии, сыграв 25 матчей, но пропустил последние игры сезона из-за травмы. Был среди номинантов на приз лучшему молодому игроку года имени Джимми Мерфи, но в итоге награду получил Аксель Туанзебе. В августе 2015 года Хендерсон подписал свой первый профессиональный контракт.
22 февраля 2016 года после серии травм у вратарей первой команды Хендерсон был впервые включён в заявку на матч основной команды в матче Кубка Англии против «Шрусбери Таун», но на поле не появился.
В июне 2018 года Дин Хендерсон продлил свой контракт с «Манчестер Юнайтед» на два года.
После возвращения из аренды в «Шеффилде» Дин вернулся в «Манчестер Юнайтед», где стал дублёром основного голкипера Давида Де Хеа. Дебютировал в составе «красных дьяволов» 22 сентября 2020 года в матче Кубка футбольной лиги против клуба «Лутон Таун».

#### «Стокпорт Каунти» (аренда)
12 января 2016 года англичанин отправился в месячную аренду в «Стокпорт Каунти». Дебютировал за клуб 16 января, выйдя в основном составе в матче против «Нанитон Таун».
После окончания срока аренды вернулся в «Юнайтед», но уже в марте вновь был арендован «Стокпортом». Его первое появление на поле после возвращения в клуб прошло 26 марта в матче против «Норт Ферриби Юнайтед». Всего провёл за «Стокпорт» девять матчей, в трёх из которых ворота англичанина остались «сухими».

#### «Гримсби Таун» (аренда)
31 августа 2016 года Хендерсон присоединился к «Гримсби Таун» до начала января 2017 года. Хендерсон начал выступления за клуб в качестве второго вратаря, в то время как основным вратарём был Джеймс Маккиоун.
Дебют Дина Хендерсона за «Гримсби Таун» состоялся 26 декабря 2016 года в матче против «Аккрингтон Стэнли», в котором его команда одержала победу со счётом 2:0. Выступление Хендерсона в его дебютном матче похвалил главный тренер команды Маркус Бигнот. 31 декабря 2016 года «Гримсби Таун» продлил аренду Хендерсона до конца января. В тот же день Хендерсон появился на поле в игре против «Блэкпула», отстояв матч «на ноль».
25 января 2017 года его аренда снова была продлена до конца сезона 2016/17. 3 февраля 2017 года «Манчестер Юнайтед» вернул Хендерсона из аренды в связи с травмой третьего вратаря команды, Жоэла Перейры. К тому моменту англичанин провёл за «Гримсби Таун» 7 матчей, сохранив свои ворота «сухими» в четырёх из них.

#### «Шрусбери Таун» (аренда)
10 июля 2017 года Хендерсон был арендован клубом «Шрусбери Таун» до конца сезона 2017/18, получив футболку с первым номером.
Хендерсон дебютировал за «Шрусбери» в первой игре сезона против «Нортгемптон Таун», сохранив свои ворота «сухими». Он также сохранил свои ворота «сухими» в следующем матче против «Уимблдона». Очень быстро зарекомендовал себя в качестве основного вратаря. К концу марта Дин имел в своём активе 13 «сухих» матчей.
8 апреля 2018 года сыграл на «Уэмбли» в финале Трофея Футбольной лиги против «Линкольн Сити», в котором «Шрусбери» потерпел поражение со счётом 1:0. Позднее в том же месяце Хендерсон был включён в состав «команды года» Лиги 1.
В конце сезона Хендерсон выразил свою благодарность клубу и надежду на возвращение в «Шрусбери» в будущем.

#### «Шеффилд Юнайтед» (аренда)
Перед началом сезона 2018/19 отправился в аренду в клуб Чемпионшипа «Шеффилд Юнайтед».

#### «Ноттингем Форест» (аренда)
2 июля 2022 года отправился в сезонную аренду в «Ноттингем Форест», который вернулся в Премьер-лигу.

### «Кристал Пэлас»
31 августа 2023 года перешёл в «Кристал Пэлас» за 20 млн фунтов.

## Карьера в сборной
С 2012 по 2014 год Дин выступал за сборные Англии до 16 и до 17 лет, сыграв за них в общей сложности шесть матчей. В 2017 году он был включён в состав сборной Англии до 20 лет на чемпионат мира для игроков до 20 лет. На турнире Хендерсон был запасным вратарём и сыграл только в одном матче против сборной Гвинеи. Сборная Англии до 20 лет одержала победу на чемпионате мира.
12 ноября 2020 года Хендерсон дебютировал в составе сборной Англии, выйдя на второй тайм товарищеского матча со сборной Ирландии и сумев отстоять «на ноль».

## Статистика выступлений
По состоянию на 28 мая 2023 года
| Клуб                      | Сезон            | Лига | Лига | Кубок Англии | Кубок Англии | Кубок лиги | Кубок лиги | Еврокубки | Еврокубки | Прочие | Прочие | Итого | Итого |
| Клуб                      | Сезон            | Игры | Голы | Игры         | Голы         | Игры       | Голы       | Игры      | Голы      | Игры   | Голы   | Игры  | Голы  |
| ------------------------- | ---------------- | ---- | ---- | ------------ | ------------ | ---------- | ---------- | --------- | --------- | ------ | ------ | ----- | ----- |
| Манчестер Юнайтед         | 2015/16          | 0    | 0    | 0            | 0            | 0          | 0          | 0         | 0         | 0      | 0      | 0     | 0     |
| Манчестер Юнайтед         | 2016/17          | 0    | 0    | 0            | 0            | 0          | 0          | 0         | 0         | 0      | 0      | 0     | 0     |
| Манчестер Юнайтед         | 2017/18          | 0    | 0    | 0            | 0            | 0          | 0          | 0         | 0         | 0      | 0      | 0     | 0     |
| Манчестер Юнайтед         | 2018/19          | 0    | 0    | 0            | 0            | 0          | 0          | 0         | 0         | 0      | 0      | 0     | 0     |
| Манчестер Юнайтед         | 2019/20          | 0    | 0    | 0            | 0            | 0          | 0          | 0         | 0         | 0      | 0      | 0     | 0     |
| Манчестер Юнайтед         | 2020/21          | 13   | −12  | 4            | −5           | 4          | −2         | 5         | −3        | 0      | 0      | 26    | −22   |
| Манчестер Юнайтед         | 2021/22          | 0    | 0    | 1            | −1           | 1          | −1         | 1         | −1        | 0      | 0      | 3     | −3    |
| Манчестер Юнайтед         | Итого            | 13   | −12  | 5            | −6           | 5          | −3         | 6         | −4        | 0      | 0      | 29    | −25   |
| Стокпорт Каунти (аренда)  | 2015/16          | 9    | −11  | 0            | 0            | 0          | 0          | 0         | 0         | 0      | 0      | 9     | −11   |
| Стокпорт Каунти (аренда)  | Итого            | 9    | −11  | 0            | 0            | 0          | 0          | 0         | 0         | 0      | 0      | 9     | −11   |
| Гримсби Таун (аренда)     | 2016/17          | 7    | −6   | 0            | 0            | 0          | 0          | 0         | 0         | 0      | 0      | 7     | −6    |
| Гримсби Таун (аренда)     | Итого            | 7    | −6   | 0            | 0            | 0          | 0          | 0         | 0         | 0      | 0      | 7     | −6    |
| Шрусбери Таун (аренда)    | 2017/18          | 38   | −32  | 2            | −1           | 1          | −2         | 0         | 0         | 7      | −4     | 48    | −39   |
| Шрусбери Таун (аренда)    | Итого            | 38   | −32  | 2            | −1           | 1          | −2         | 0         | 0         | 7      | −4     | 48    | −39   |
| Шеффилд Юнайтед (аренда)  | 2018/19          | 46   | −41  | 0            | 0            | 0          | 0          | 0         | 0         | 0      | 0      | 46    | −41   |
| Шеффилд Юнайтед (аренда)  | 2019/20          | 36   | −33  | 4            | −4           | 0          | 0          | 0         | 0         | 0      | 0      | 40    | −37   |
| Шеффилд Юнайтед (аренда)  | Итого            | 82   | −74  | 4            | −4           | 0          | 0          | 0         | 0         | 0      | 0      | 86    | −78   |
| Ноттингем Форест (аренда) | 2022/23          | 18   | −31  | 0            | 0            | 2          | −2         | 0         | 0         | 0      | 0      | 20    | −33   |
| Ноттингем Форест (аренда) | Итого            | 18   | −31  | 0            | 0            | 2          | −2         | 0         | 0         | 0      | 0      | 20    | −33   |
| Всего за карьеру          | Всего за карьеру | 167  | −166 | 11           | −11          | 8          | −7         | 6         | −4        | 7      | −4     | 199   | −192  |

## Достижения

### Командные достижения
«Кристал Пэлас»
- Обладатель Кубка Англии: 2024/25
- Обладатель  Суперкубка Англии: 2025

«Шрусбери Таун»
- Финалист Трофея Английской футбольной лиги: 2017/18

«Шеффилд Юнайтед»
- Второе место в Чемпионшипе (выход в Премьер-лигу): 2018/19

Сборная Англии (до 20 лет)
- Чемпион мира среди игроков до 20 лет: 2017

### Личные достижения
- Член символической сборной года Лиги 1: 2017/18[25]
- Молодой игрок года в «Шеффилд Юнайтед»: 2018/19